# 僚人
僚人（壮语：Raeuz），簡稱作僚，古称獠、烏滸，是中国古代民族之一。现在壮族、布依族、岱依族、侬族、热依族的语言属于北部或中部台语支，语言基本能互通，与古獠人有关，并称为僚人。《魏书》云：“獠，古代百濮之一支”。“獠者，盖南蛮别种，自汉中达于邛筰，川硐之间，所在皆有散居山谷。”「僚」這個稱呼最早见于西晋时期，张华《博物志》载：“荆州极西南界至蜀诸民，曰獠子”，称以汉朝牂牁郡为中心活动的濮人为僚。。中華民國學者羅香林認為，獠為夔越的後代，為古代百越之一。
李膺《益州记》说：“自象山以北尽为僚居。蜀本无僚，至是始出巴西、渠川、广汉、阳安、资中、犍为、梓潼，布在山谷，十余万家。”这里是说李寿引僚入蜀，抵抗司马氏的东晋政权的故事；即是说起码在东晋前期，僚人是居住在象山以北，巴蜀以南的广大区域，即大约等于现在以贵州为中心涉及云南、广西、四川周边诸省的地区。现在仍有部分相关文物出土。

## 中原王朝历史记载

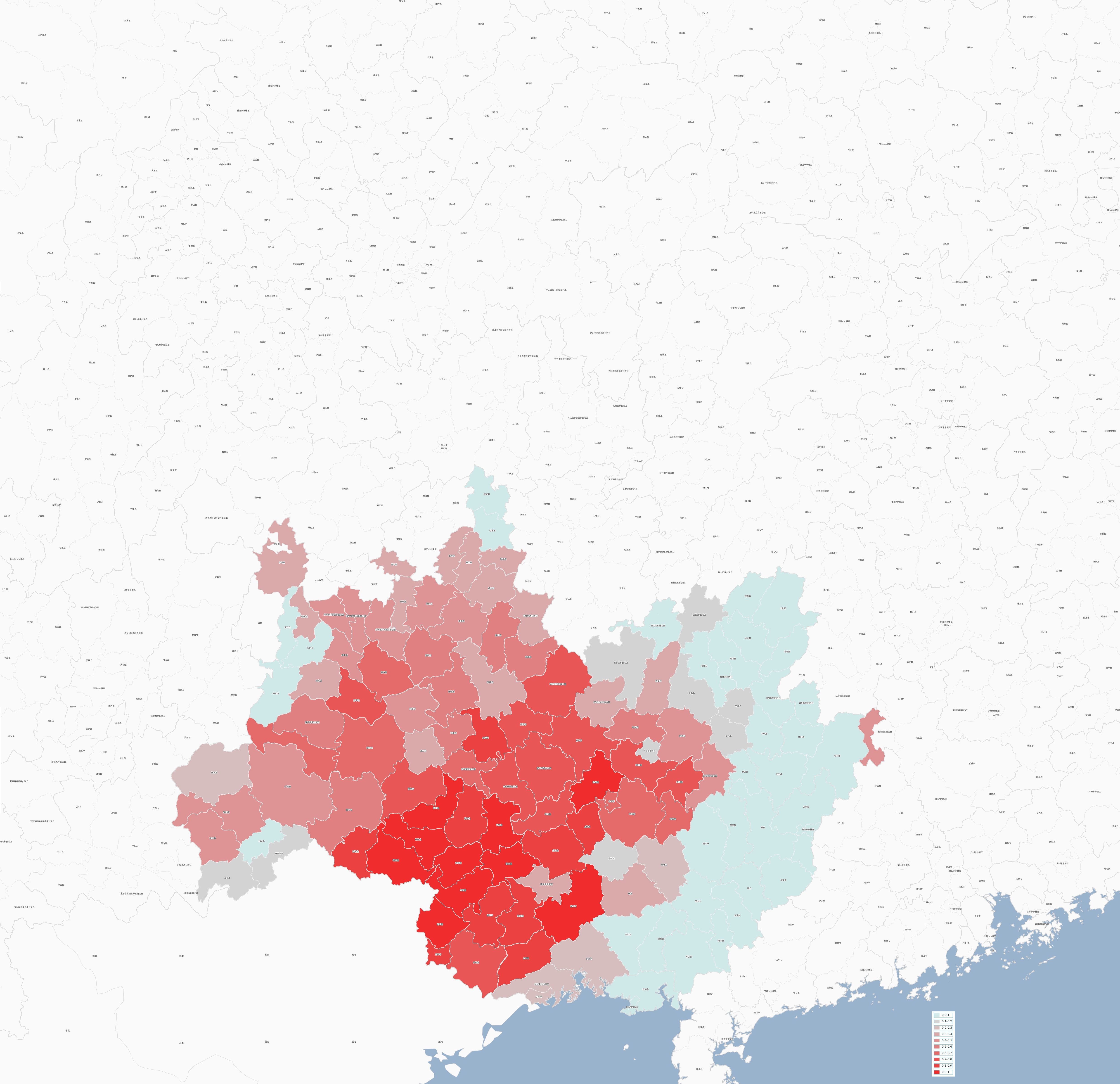
中国的僚人分布：壮族，布依族，岱依族，侬族，热依族（注意：只反映分布趋势，数据准确性，即时性需要读者进一步验证）

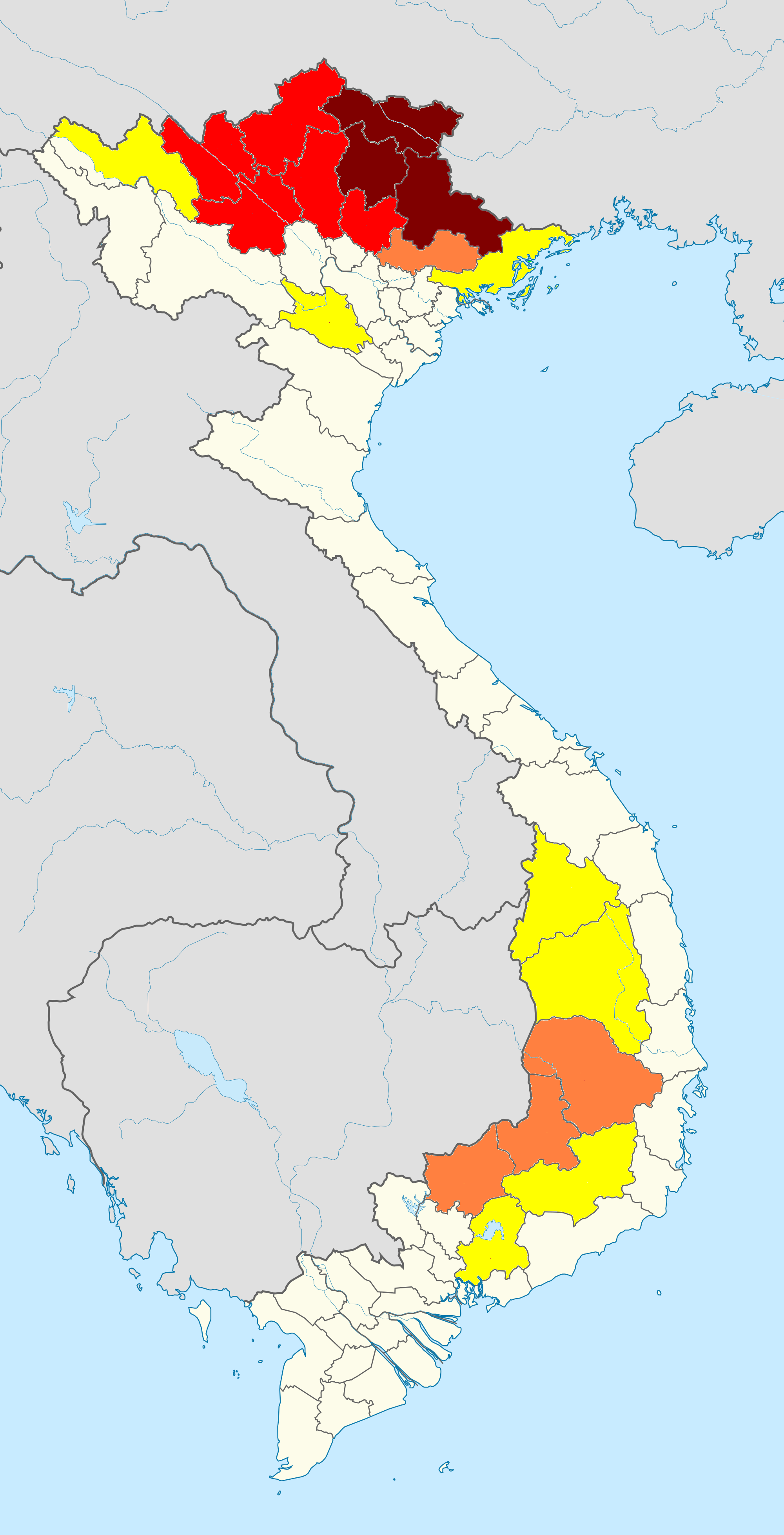
越南僚人（与壮语族群基本能交流的岱依族，侬族，布依族，热依族）分布区域（2009年人口普查）
60%-80%
15%-40%
5%-10%
1%-5%

### 博物志
《博物志·卷之二·外國》（晉朝·張華著）中关于獠人的记载：
“荊州極西南界至蜀，諸民曰獠子，婦人妊娠七月而產。臨水生兒，便置水中。浮則取養之，沈便棄之，然千百多浮。既長，皆拔去上齒牙各一，以為身飾。”
今解：
- 地域分布：（西晋以前）从荊州西南到古蜀国。
- 生育习俗：一般孕妇七个月临产，产后置于水中，试婴儿是否能浮水，如可以则抚养，不能浮水则丢弃。

### 北史
《北史》（唐朝·李延壽著）中关于獠人的记载：
“獠者，蓋南蠻之別種，自漢中達於邛（今四川省凉山彝族自治州越西县）、筰（今四川省凉山彝族自治州盐源县），川洞這間，所在皆有。種類甚多，散居山谷，略無氏族之別。又無名字，所生男女，唯以長幼次第呼之。其丈夫稱阿謨、阿段，婦人阿夷、阿等之類，皆語之次第稱謂也。依樹積木，以居其上，名曰幹闌，幹闌大小，隨其家口之數。往往推一長者為王，亦不能遠相統攝。父死則子繼，若中國之貴族也。獠王各有鼓角一雙，使其子弟自吹擊之。好相殺害，多死，不敢遠行。能臥水底持刀刺魚，其口嚼食並鼻飲。死者，豎棺而埋之。性同禽獸，至於忿怒，父子不相避，唯手有兵刃者先殺之。若殺其父，走避外，求得一狗以謝，不復嫌恨。若報怨相攻擊，必殺而食之；平常劫掠，賣取豬狗而已。親戚比鄰，指授相賣。被賣者號哭不服，逃竄避之，乃將買人指捕，逐若亡叛，獲便縛之。但經被縛者，即服為賤隸，不敢稱良矣。亡失兒女，一哭便止，不復追思。唯執楯持矛，不識弓矢。用竹為簧，群聚鼓之，以為音節。能為細布，色至鮮淨。大狗一頭，賣一生口。其俗畏鬼神，尤尚淫祀。所殺之人美鬢髯者，乃剝其面皮，籠之於竹，及燥，號之曰鬼，鼓舞祀之，以求福利。至有賣其昆季妻孥盡者，乃自賣以供祭焉。鑄銅為器，大口寬腹，名曰銅爨，既薄且輕，易於熟食。”
今解：
- 地理位置：僚人是南方民族的一种，在今天四川汉中到凉山彝族自治州的越西县、盐源县之间的地区有分布。
- 社会结构：氏族部落，山居，有一个氏族内有獠王即头人。
- 猎首习俗：即猎人头风俗，这个习俗在世界古代史中具有一定的存在范围。
- 人伦关系：常相互攻击，多死伤，因此不能远行。
- 居住习惯：多居住于山谷与岩洞中。僚人类型多样，散居于山谷。
- 乐器：僚人的王有鼓角一双，命其子弟吹打。
- 劫掠：常有抢劫的行为，只是为获得猪狗卖掉而已。
- 儿女去世：儿女死去哭过就不再追思了。
- 武器：只有盾和矛，没有弓箭。
- 乐器：用用竹子制作乐器，聚众而击打出音乐。
- 制布：能做细腻的布，色泽很鲜静。

#### 五胡十六国时期历史

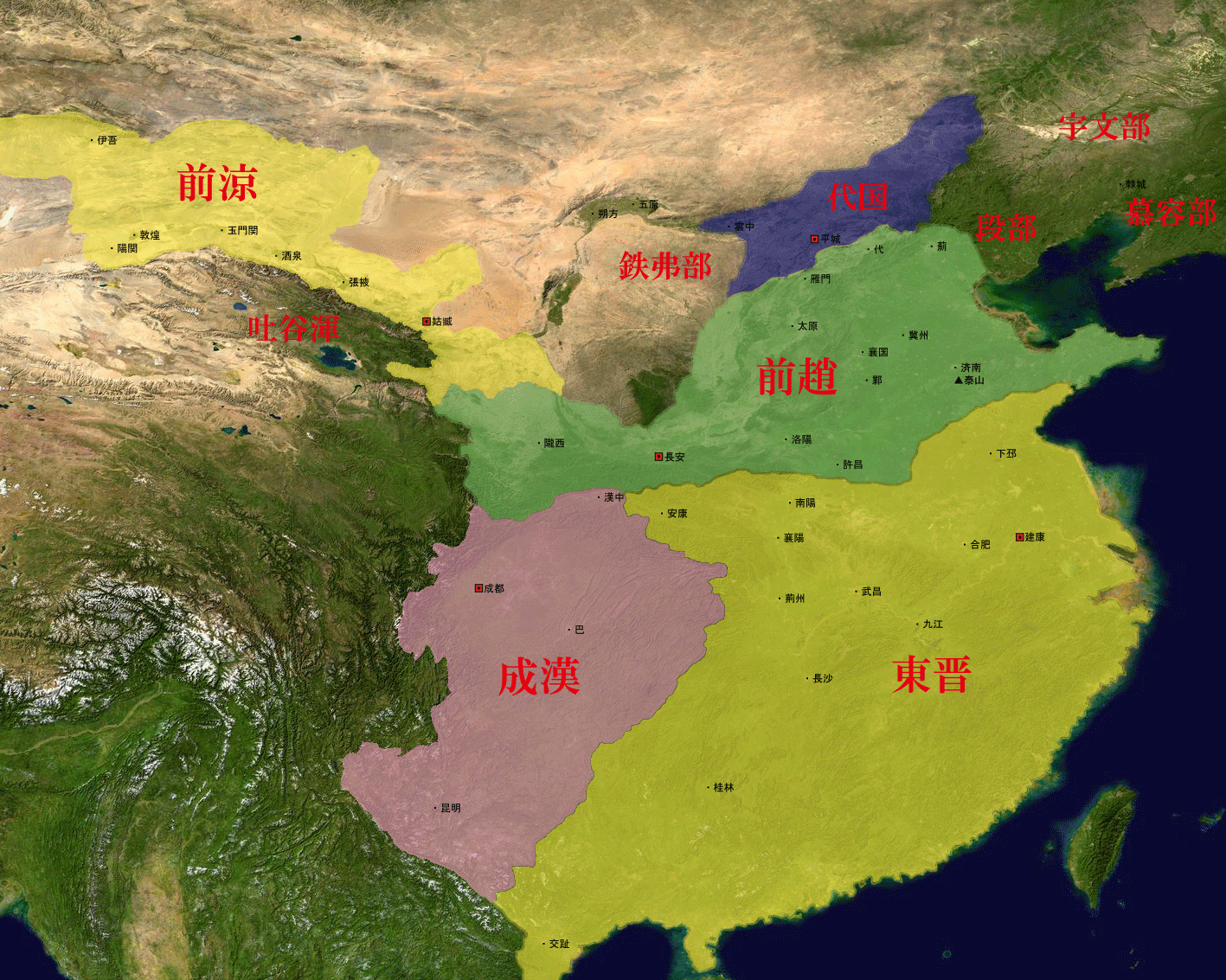
成汉与东晋在该时期的大体位置

“建國（代国年号，338年十一月-376年）中，李勢在蜀，諸獠始出巴西、渠川、廣漢、陽安、資中，攻破郡國，為益州大患。勢內外受敵，所以亡也。自桓溫破蜀之後，力不能制。又蜀人東流，山險之地多空，獠遂挾山傍穀。與夏人參居者，頗輸租賦；在深山者，仍不為編戶。梁、益二州歲伐獠，以裨潤公私，頗藉為利。”
今解：
李勢（？－361年，是十六国时期成汉政权的最后一位皇帝）在蜀地时，僚人开始迁出古巴国地以西，到达渠川、廣漢、陽安、資中等地，攻击各个郡国，是益州的重大威胁。李勢内外受敌，所以才会被消灭。从桓溫（312年－373年，東晉重要將領及權臣、軍事家）347年灭蜀地的成汉以后，都没有办法遏制僚人。蜀地的居民向东迁徙，山川险要的地方有很多空地，于是僚人就依山及峡谷居住，与华夏人杂居，导致税收减少；深山的僚人则没有被编户。梁州、益州年年进攻僚人，使公私收入增加，是重要的收入来源。

#### 南北朝时期历史
- 史书原文：

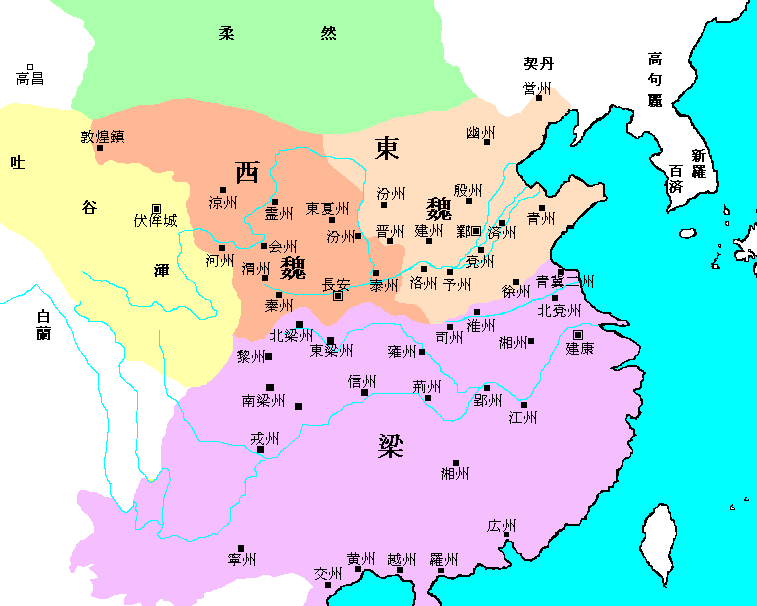
西魏･東魏･梁對峙圖

“正始（北魏年号，504年正月-508年八月）中，夏侯道遷舉漢中內附，宣武遣尚書邢巒為梁、益二州刺史以鎮之，近夏人者安堵樂業，在山谷者不敢為寇。後以羊祉為梁州，傅豎眼為益州。祉性酷虐，不得物情。梁輔國將軍范季旭與獠王趙清荊率眾屯孝子穀，祉遣統軍魏胡擊走之。後樑甯朔將軍姜白複擁夷獠入屯南城，梁州人王法慶與之通謀，眾屯於固門川。祉遣征虜將軍討破之。豎眼施恩布信，大得獠和。後以元法僧代傅豎眼為益州，法僧在任貪殘，獠遂反叛，勾引梁兵，圍逼晉壽。朝廷憂之，以豎眼先得物情，複令乘傳往撫。獠聞豎眼至，莫不欣然，拜迎道路，於是而定。及元桓、元子真相繼為梁州，並無德績，諸獠苦之。其後，朝廷以梁、益二州控攝險遠，乃立巴州以統諸獠。後以巴酋嚴始欣為刺史。又立隆城鎮，所綰獠二十萬戶。彼謂北獠，歲輸租布，又與外人交通貿易。巴州生獠，並皆不順，其諸頭王，每于時節謁見刺史而已。孝昌（北魏年号，525年六月—528年正月）初，諸獠以始欣貪暴，相率反叛，攻圍巴州。山南行台魏子建勉喻，即時散罷。自是獠諸頭王，相率詣行台者相繼，子建厚勞賚之。始欣見中國多事，又失彼心，慮獲罪譴，時梁南梁州刺史陰子春扇惑邊陲，始欣謀將南叛。始欣族子愷時為隆城鎮將，密知之，嚴設邏候，遂禽梁使人，並封始欣詔書、鐵券、刀劍、衣冠之屬，表送行台。子建乃啟以豎眼久病，其子敬紹納始欣重賂，使得還州。始欣乃起眾攻愷，屠滅之，據城南叛。梁將蕭玩，率眾援接。時梁、益二州並遣將討之，攻陷巴州，執始欣，遂大破玩軍。及斬玩，以傅曇表為刺史。後元羅在梁州，為所陷，自此遂絕。”
“及周文平梁、益之後，令在所撫慰，其與華人雜居者，亦頗從賦役。然天性暴亂，旋致擾動。每歲命隨近州鎮，出兵討之，獲其生口，以充賤隸，謂之為壓獠焉。後有商旅往來者，亦資以為貨，公卿達於人庶之家，有獠口者多矣。恭帝（西魏拓跋廓，554年-557年在位）三年，陵州木籠獠反，詔開府陸騰討破之。周保定（北周宇文邕年号，561年正月—565年十二月）二年，鐵山獠又反，抄斷江路，陸騰又攻拔其三城。天和（北周宇文邕年号，566年正月—572年三月）三年，梁州恆棱獠叛，總管長史趙文表討之。軍次巴州，文表欲率眾徑進。軍吏等曰：「此獠旅拒日久，部眾甚強，討之者四面攻之，以分其勢。今若大軍直進，不遣奇兵，恐亻並力於我，未可制勝。」文表曰：「往者既不能制之，今須別為進趣。若四面遣兵，則獠降走路絕，理當相率以死拒戰；如從一道，則吾得示威恩，分遣人以理曉諭，為惡者討之，歸善者撫之，善惡既分，易為經略。事有變通，奈何欲遵前轍也？」文表遂以此意，遍令軍中。時有從軍熟獠，多與恆棱親識，即以實報之。恆棱獠相與聚議，猶豫之間，文表軍已至其界。獠中先有二路，一路稍平，一路極險。俄有生獠酋帥數人來見文表曰：「我恐官軍不識山川，請為鄉導。」文表謂之曰：「此路寬平，不須導引，卿但先去，好慰喻子弟也。」乃遣之。文表謂其眾曰：「向者獠帥，謂吾從寬路而行，必當設伏險要。若從險路，出其不慮，獠眾自離散矣。」於是勒兵從險道進，其有不通之處，即平之。乘高而望，果見其伏兵。獠既失計，爭攜妻子，退保險要。文表頓軍大蓬山下，示禍福，遂相率來降。文表皆撫慰之，仍征其租稅，無敢動者。後除文表為蓬州刺史，又大得人和。”
“建德（北周宇文邕年号，572年三月—578年三月）初，李暉為蓬、梁州總管，諸獠亦望風從附。然其種滋蔓，保據嚴壑，依山走險，若履平地，雖屢加兵，弗可窮討。性又無知，殆同禽獸，諸夷之中，最難以道招懷者也。”
- 今解：

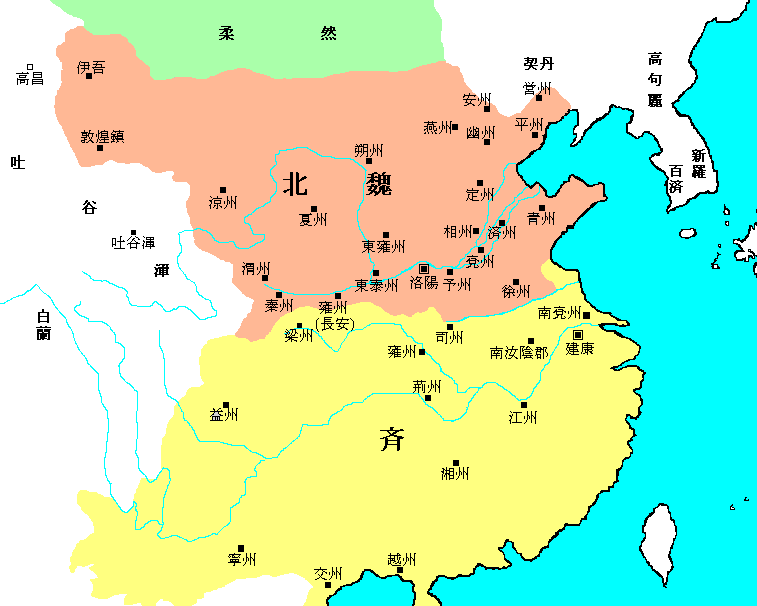
北魏与齊對峙圖

北魏正始（北魏年号，504年正月-508年八月）年间，夏侯道迁将其治理的漢中归附北魏朝廷，北魏宣武帝派遣尚书邢巒作为梁、益两州的刺史以控制局面，使得接近华夏人居住区居住的僚人能够安居乐业，在山谷中的僚人也不敢做强盗。
之后由羊祉管理梁州，傅豎眼管理益州。羊祉性格残暴，不能体察下情。梁州的輔國將軍范季旭和僚王趙清荊领军囤积于孝子穀，羊祉派統軍魏胡击败了他们。之后梁州甯朔將軍姜白複引僚人入屯南城,梁州人王法慶外通僚人，众人驻扎在固門川。羊祉派遣征虜將軍引兵攻击僚人。傅豎眼给僚人优待，从而能与僚人和穆相处。
之后元法僧代替傅豎眼领导益州地区，元法僧在任时贪婪残暴，于是僚人就反叛了，引来梁州的军队，围攻晉壽。朝廷很担忧这种状况，考虑到傅豎眼了解当地情况，又命令他去招抚僚人。僚人知道傅豎眼来了都很高兴、欣慰，在道路两旁恭候，于是叛乱平息了。之后元桓、元子真相繼领导梁州，都没有什么德政，僚人都因而生活的很痛苦。
其後，朝廷因为梁州、益州两州过于偏远，难于控制，就设立巴州来统治僚人各部。之后命巴地区的部落首领嚴始欣做刺史。又建立隆城鎮，所管辖的僚人有二十萬戶。以往所称的北僚人，每年上缴税收和布匹，又和外面的人做贸易。巴州的生僚，都不顺从，他们的首领頭王，只是每到节庆会见刺史而已。
孝昌（北魏年号，525年六月—528年正月）初期，僚人各部因为嚴始欣贪婪残暴，于是都率众反叛，围攻巴州。山南行台魏子建和僚人谈判，让他们散去。于是各僚人部落的頭王，率领各自的部众去面见山南行台魏子建，子建隆重嘉奖了他们。
嚴始欣見中原相互争斗，又失去朝廷的信任，担心获罪，当时在梁州南部的梁州刺史陰子春煽动边疆军队反叛，嚴始欣预谋将要与南方军队一起叛变。嚴始欣家族的子弟嚴愷当时是隆城鎮守将，秘密通知了他，嚴始欣安排了邏候，于是擒拿了梁州的使者，并加封嚴始欣詔書、鐵券、刀劍、衣冠等，送山南行台魏子建。魏子建于是上奏说豎眼长期生病，他的儿子傅敬紹收了嚴始欣很多贿赂，才回到巴州。嚴始欣于是发兵攻嚴愷，消灭了他的军队，占据城池与南方叛军共同反叛。梁州将领蕭玩，率兵接应。当时梁州益州都讨伐他们，攻陷了巴州，俘获了嚴始欣，接着大败蕭玩军队。斬杀了蕭玩，命傅曇表作刺史。之后元羅领导的梁州军，被政府军歼灭，于是叛乱平息了。
周文平定梁州、益州後，撫慰当地百姓，與華人雜居的僚人，在税收和徭役上面有优惠。然而僚人天性乐于反叛，很快又骚动起来。每年都要命令临近的州鎮，出兵讨伐他们，俘获人口，来充当低级的奴隶，称为“压僚”。之后有商人做贸易的，也购买他们作为货物，只要普通人家的官宦，有僚人奴隶的人很多。
恭帝（西魏拓跋廓，554年-557年在位）三年，陵州的木籠僚人造反，詔開府陸騰討破之。

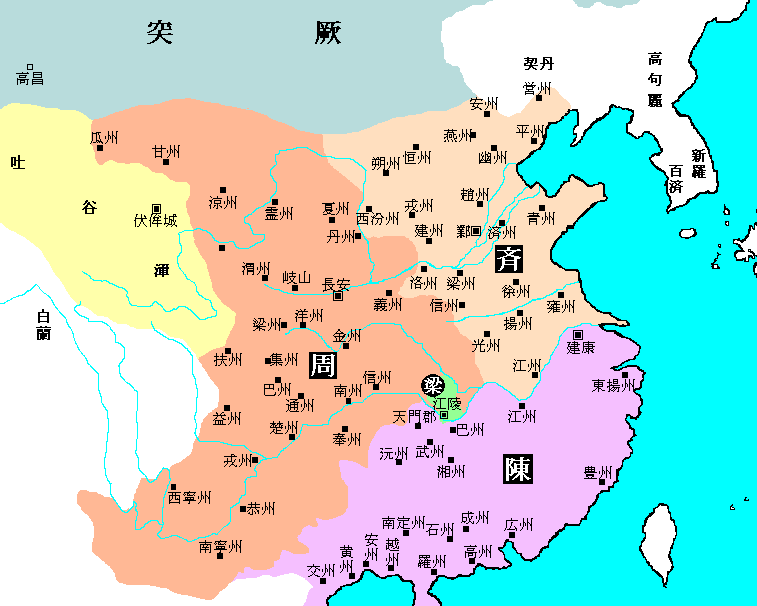
北周･北齊･陳･後梁對峙圖

北周保定（宇文邕年号，561年正月—565年十二月）二年，鐵山僚人又反叛，截断水运和道路，陸騰攻破了僚人三座城池。天和（北周宇文邕年号，566年正月—572年三月）三年，梁州恆棱僚人反叛，總管長史趙文表讨伐了他们。军队驻扎在巴州，文表想要率领众人进军。軍吏等说：「这一僚人军队占据这一地方已经很久了，部眾很强盛，讨伐他们的军队应该四面围攻，以分散他们的力量。现在如果军队直接进逼，不使用奇兵，恐怕他们会集合力量攻击我们，不一定能战胜他们。」趙文表说：「以前不能制服他们，现在应该用其他的方法攻取。若四面派兵围攻，則僚人没有后路，肯定会以死相拼；如果留一条退路，则我们恩威并施，派人晓之以情，不降服的讨伐他们，归附的安抚，区别对待，更有利于谋划。事有变通，为什么要重蹈覆辙呢？」文表便向军队内表达了这个意思。当时军队中有归附的僚人，很多都和恆棱僚人相识或是亲友，就告诉了他们。恆棱僚人聚众议论，部落首领犹豫的时候，文表的军队已经到了他们的边界。进入僚人内部的道路有两条，一条较平坦，一条较险峻。一会以后有反叛的僚人首领率领数人见文表：「我担心官军不认识山川地形，自请作为向导。」文表对他说：「这一路平坦，不用引导，你就先去吧，好好劝告你的族人。」于是让他走了。文表对军队的人说：「之前的僚人将领叫我从宽路前进，肯定会在险要的地方设埋伏。如果走险路肯定能将僚人军队打散。」于是命令军队从险路走，有不通的地方就弄平。登高而望，果然看到了僚人的伏兵。僚人计策失误，都争相携带妻子儿女到险要的地方。文表整顿军队于大蓬山下，告知僚人军队反叛的得失，于是僚人争相来降。文表对他们进行了抚慰，要他们缴纳租稅，没有再敢反叛的了。後任命文表為蓬州刺史，受到人们的爱戴。
建德（北周宇文邕年号，572年三月—578年三月）初，李暉是蓬州、梁州總管，各种僚人都来归附。然而僚人生育较多，生活在地形险峻的地方，依山据险，就像在平地行走，屡次讨伐，都没办法讨伐尽。他们又缺乏知识，和鸟兽一样，是各种夷人之中最难用道德招抚。

### 旧唐书
《旧唐书·列传第一百四十七·南蛮 西南蛮》（后晋·刘昫等著）中关于獠人的记载：
“南平獠者，东与智州（辖境相当今安徽省望江县）、南与渝州(今重庆市江北、巴南区和江津、璧山、永川等市县地)、西与南州、北与涪州(辖境相当今重庆市涪陵、南川、武隆、长寿等区、市、县地)接。部落四千余户。土气多瘴疠，山有毒草及沙虱、蝮蛇。人并楼居，登梯而上。号为“干栏”。男子左衽露发徒跣；妇人横布两幅，穿中而贯其首，名为“通裙”。其人美发，为髻鬟垂于后。以竹筒如笔，长三四寸，斜贯其耳，贵者亦有珠榼。土多女少男，为婚之法，女氏必先货求男族，贫者无以嫁女，多卖与富人为婢。俗皆妇人执役。其王姓朱氏，号为剑荔王，遣使内附，以其地隶于渝州。”
今解：
- 地理范围：南平獠东达智州，今安徽省望江县，南至渝州，今重庆市江北、巴南区和江津、璧山、永川等市县地，西达南州、北至涪州，今重庆市涪陵、南川、武隆、长寿等区、市、县地。
- 人口：以部落形式生活，共计四千多户。
- 环境：当地多发流行病或部分热带病。山中有毒草，并有虱子，蝮蛇等。
- 居住习惯：多建楼居住，用梯子登楼，成为干栏屋。
- 服饰：男子衣服为左衽（衣襟向左系，而华夏族向右系），没有头饰，露出脚。女子衣服以两片布制成，头从中间穿过，称为通裙。发饰较多，头顶或脑后盘出各种形状的发型垂于后。用笔一样粗的竹筒，长约3至4寸制作成耳饰，斜穿耳。富贵的人也会有珍珠，酒器。
- 婚姻：当地女多男少，女方先要准备陪嫁给男方，贫穷的人无力嫁女儿，多数会卖给富人为婢女。
- 劳役：一般是女人来服劳役。
- 统治：王姓为朱姓，称为剑荔王，曾派遣使节归附唐朝，统治的地方隶属于渝州。

### 桂海虞衡志
《桂海虞衡志·志蠻》（南宋·范成大著）中關於獠人的记载：
“獠，在右江溪洞之外，俗謂之山獠。依山林而居，無酋長、版籍，蠻之荒忽無常者也。以射生食動而活，蟲豸能蠕動者皆取食，無年甲姓名。一村中惟有事力者曰郎火，餘但稱火。舊傳其類有飛頭、鑿齒、鼻飲、白衫、花面、赤揮之屬二十一種。今在江西南一帶甚多，殆百餘種也。”

## 習俗與文化

### 干欄式建築
《北史·僚傳》提及：「僚人依树积木，以居其上，名曰『干阑』，干欄大小，隨其家口之數。」
居住于树木或木结构之上，称为干栏屋。干栏屋的大小依人口数量而定。

### 家庭稱謂
《北史·僚傳》提及：「種類甚多，散居山谷，略無氏族之別。又無名字，所生男女，唯以長幼次第呼之。其丈夫稱阿謩（音磨）、阿段，婦人阿夷、阿等之類，皆語之次第稱謂也。」
他们之间没有家族的分别。没有名字，所生的子女以长幼的次序来称呼。男人被称为阿謨、阿段，女子被称为阿夷、阿等。

### 飲食
《北史·僚傳》提及：「（僚者）能卧水底持刀刺鱼，其口嚼食并鼻饮。」
能在潜水用刀刺鱼为食。用口咀嚼食物，并用鼻子喝水。

### 王位繼承制度
《北史·僚傳》提及：「往往推一長者為王，亦不能遠相統攝。父死則子繼，若中國之貴族也。」
往往推荐长者为王，但不能统治广大的地域。父亲去世以后由儿子继承，和中原的贵族一样。

### 喪葬禮俗
《北史·僚傳》提及：「死者，豎棺而埋之。」
死后以竖馆埋葬，即為懸棺葬。
有許多學者都以獠族有懸棺葬，做為判定其為越族、濮族與賨（音從）人的理由之一，但懸棺葬習俗曾經分布於四川、貴州、雲南、湖南、廣東、廣西、江西、福建、湖北、漢中等地，可見這種葬俗不僅獨屬於一個民族。再者實行懸棺葬的民族，擁有其他的葬俗形式，故難以使用懸棺葬俗推論其為獠人的族屬。

### 民族特性、奴隸貿易
《北史·僚傳》提及：「性同禽獸，至於忿怒，父子不相避，唯手有兵刃者先殺之。若殺其父，走避外，求得一狗以謝，不復嫌恨。若報怨相攻擊，必殺而食之；平常劫掠，賣取猪狗而已。親戚比隣，指授相賣。被賣者號哭不服，逃竄避之，乃將買人指捕，逐若亡叛，獲便縛之。但經被縛者，即服為賤隸，不敢稱良矣。」
性情如鸟兽，愤怒后不顾父子关系，握有兵刃的会杀死对方。杀父后避走，如果能有一只狗谢罪，就不再怨恨。如果怨恨而相互攻击则会杀死后吃掉对方。
亲戚或邻居都相互买卖人口。被卖的人大哭而不服逃走，并将卖自己的人告发，像追逐反叛的人一样捉拿他们，如果俘获就捆绑住。一旦被捆绑就认为是低贱的奴隶，不能再称为良民。大狗一只可以换一个人。

### 宗教
《北史·僚傳》提及：「其俗畏鬼神，尤尚淫祀。所殺之人美鬢髯者，乃剝其面皮，籠之以竹，及燥，號之曰鬼，鼓舞祀之，以求福利。至有賣其昆季妻孥盡者，乃自賣以供祭焉。」
习俗畏惧鬼神，喜欢过度的祭祀。如果杀掉的人头发胡须很美丽，就会剥掉他的脸皮，罩在竹子上面，风干，称之为鬼，跳舞击鼓来祭祀他，从而祈求幸福，利益。有人妻子儿女都卖光了，就卖自己来祭祀。

### 炊煮器具
《北史·僚傳》提及：「鑄銅為器，大口寬腹，名曰銅爨（音篡），既薄且輕，易於熟食。」
铸造铜器，口大，腹宽，称为銅爨，又薄又轻，煮东西容易熟。
根據考古文物研究，銅鼓的分布至少遍及中國西南與南方地區，甚至傳播到中南半島、印尼等區域，故銅鼓最早起源於何種民族，是近代各國考古學家的討論主題之一。而中國學者從銅鼓年代的測定、分布、類型與紋飾等四大方面進行比較，認為銅鼓起源於中國雲南、廣西一帶，進而傳播至越南與其他地方，至於雲南、廣西一帶最早使用銅鼓的民族，一般認為是濮人，但其種類繁多，一般只是對中國西南土著族群的泛稱，故難以利用銅鼓確立獠人的族屬。

### 拔齒
《博物志·异俗篇》提及“僚子......既长，皆拔去上齿牙各一，以为华饰。”
婴儿长大后拔去上门齿两个，作为装饰物。

## 僚人的族群認同
今日中國的西南地區，居住著許多漢藏語系的藏緬、壯侗(音洞)、苗瑤三大語族，總數達三十六種以上的少數民族。以此反觀，古代西南地區族群分布必然是相當複雜。
那麽，魏晉南北朝時代分布遍及今日四川、雲南、貴州、廣西各地的獠族，難以相信會是單一族群。近來學者逐漸傾向認為，不論獠族初始涵意，在獠族坐大後，使得獠的概念大幅擴散與轉變，獠逐漸成為西南各土著族群的一種泛稱，甚至是另一種漢人對異族的泛稱。
到了唐代，隨著獠族政治、社會地位的下降，獠字更成為漢人對野人、蠻人的稱呼，獠、獠奴成為罵人之語。

## 外部連結
[在维基数据编辑]
 《欽定古今圖書集成·方輿彙編·職方典·四川諸獠部》，出自陈梦雷《古今圖書集成》
 《魏書·卷101》，出自魏收《魏书》
 《周書·卷49》，出自令狐德棻《周書》
- 僚人家园 （页面存档备份，存于）